# Martha Coolidge
Martha Coolidge (New Haven, 17 de agosto de  1946) é uma cineasta estadunidense, presidente sindical do Directors Guild of America (2002-2003).

## Carreira
Coolidge conseguiu sua reputação inicial após realizar premiados documentários em Nova Iorque, antes de transferir-se para Hollywood, em 1976.
Passou vários anos como membro do Zoetrope Studio, criado por Francis Ford Coppola. Sua estreia filmográfica em Hollywood deu-se com a produção independente de 1983, Valley Girl, que foi o início da carreira de Nicolas Cage.
Ao longo do tempo dirigiu diversos filmes para cinema e televisão, nesta última em séries de sucesso como C.S.I..

## Filmografia
- Valley Girl (1983)
- City Girl (1984)
- National Lampoon's Joy of Sex (1984)
- Real Genius (1985)
- Plain Clothes (1988)
- Rambling Rose (1991)
- Lost in Yonkers (1993)
- Angie (1994)
- Three Wishes (1995)
- Out to Sea (1997)
- Introducing Dorothy Dandridge (1999)
- The Prince and Me (2004)
- Material Girls (2006)
- An American Girl: Chrissa Stands Strong (2009)
- Tribute (2009)

## Televisão
- The Winners
- The Twilight Zone (1985)
- Sledge Hammer!
- Leap Years
- Sex And The City
- Huff
- Related
- C.S.I.
- Shark
- If These Walls Could Talk 2 (2000)
- Weeds